# Forte del Randouillet
Il forte del Randouillet (Fort du Randouillet in lingua francese) è una fortezza francese.

## Storia
Il forte venne eretto nella prima metà del XVIII secolo con lo scopo di bloccare i passaggi di truppe lungo la riva sinistra della Durance e controllare la valle di Cervières, oltre che di prevenire un attacco al forte delle Tre Teste  dalla montagna dell'Infernet.
Prende il nome dalle rondini che nidificano negli anfratti rocciosi e che in quella zona sono chiamate randouilles.

## Caratteristiche
Il forte è composto di due parti ben distinte: il dongione, costruzione superiore contenente tutte le opere difensive del caso, e quella inferiore, ove sono realizzati gli alloggiamenti della guarnigione, la polveriera, i magazzini, etc. È collegato al forte delle Tre Teste tramite la cosiddetta "comunicazione ad Y".
È classificato Monumento storico di Francia dal 1989. Nel 2008 ha ottenuto dall'UNESCO, con il forte delle Salettes, quello delle Tre Teste, il ponte d'Asfeld e le mura fortificate di cinta al centro storico di Briançon, la classificazione come Patrimonio dell'umanità, insieme ad altre fortificazioni progettate dal Vauban lungo i confini francesi.